# 그렉 버드
그레고리 폴 버드(영어: Gregory Paul Bird, 1992년 11월 9일 ~ )는 그렉 버드(영어: Greg Bird)라는 이름으로 알려져 있는 미국의 야구 선수로, 메이저 리그 콜로라도 로키스의 1루수이다.